# 제4보병사단 (프랑스)
제4보병사단(프랑스어: 4e division d'infanterie)은 프랑스 육군의 보병 사단이다. 오랜 기간 베르됭에 주둔했다.

## 주요 참전 전투
- 1813년 : 라이프치히 전투
- 1914년 8월 : 벌지 전투
- 1916년 4월 : 베르됭 전투(fr)
- 1917년 4월 : 2차 엔 전투(fr)
- 1918년 6월 : 3차 엔 전투(fr)
- 1918년 7월 : 2차 마른 전투

## 전투 서열

### 제1차 세계 대전
- 제7보병여단
  - 제91보병연대
  - 제147보병연대
- 제8보병여단
  - 제45보병연대
  - 제148보병연대
- 제87보병여단
  - 제120보병연대
  - 제9산악엽기병대대
  - 제18산악엽기병대대
- 제42식민지포병연대
- 제3공병연대, 2대대, 2중대

### 제2차 세계 대전
- 제45보병연대
- 제72보병연대
- 제124보병연대
- 제29사단포병연대
- 제229사단중포병연대
- 제12수색단